# Синий всадник
«Си́ний вса́дник» (нем. Der Blaue Reiter) — творческое объединение художников немецкого экспрессионизма начала XX века, основанное в 1911 году в Мюнхене Василием Кандинским и Францем Марком.

## История и художественные идеи группы
Объединение «Синий всадник» было основано в декабре 1911 года в Мюнхене немецким живописцем Францем Марком и русским художником Василием Кандинским, проживавшим в то время в Германии. Основной целью было освобождение от отживших традиций академической живописи. Помимо них в группе состояли Август Макке, Марианна Верёвкина, Алексей Явленский, Пауль Клее, Альфред Кубин, Генрих Кампендонк и Лионель Фейнингер. Их произведения отличались пуризмом — стремлением к «чистоте формы», эстетским, изысканным отношением к линиям и выразительности цвета. Члены объединения развивали идеи экспрессионизма и символизма в живописи (этим объясняется название), провозглашённые в 1905 году в Дрездене молодыми художниками группы «Мост».
Новое объединение издавало альманах, также под названием «Синий всадник». В номере журнала за 1912 год (вышел всего один номер) Франц Марк писал: «Мистика пробуждается в душе, а вместе с ней древние стихии искусства». Ф. Марк увлекался религиозной философией, учениями Ф. Ницше и Сёрена Кьёркегора, музыкой Рихарда Вагнера. На своих картинах он изображал синих и красных лошадей, придавая цвету символический смысл «единения всего живого». Кандинский в этот период также увлекался символикой цвета и его связью с музыкальными гармониями, мечтал о «плодотворном взаимодействии русского и германского спиритуализма». Всех участников группы объединял интерес к средневековому и примитивному искусству и, одновременно, к художественным идеям Нового времени — фовизму и кубизму.
Название „Синий всадник“ мы придумали за кофейным столом в саду в Зиндельдорфе. Мы оба любили синий, Марк — лошадей, я — всадников. И название пришло само.
Август Макке и Франц Марк придерживались мнения, что у каждого человека есть внутреннее и внешнее восприятие действительности, которые следует объединить посредством искусства. Эту идею Кандинский пытался обосновать теоретически и практически. Группа стремилась достичь равноправия всех форм искусства. Они верили в продвижение современного искусства, связь между изобразительным искусством и музыкой, пытались раскрыть духовные и символические ассоциации цветовых отношений. Постепенно художники «Синего всадника» всё более уходили от экспрессионизма и приближались к абстрактному искусству. Кандинский, Фейнингер и Клее позднее развивали свои идеи в Баухаусе.

## Галерея

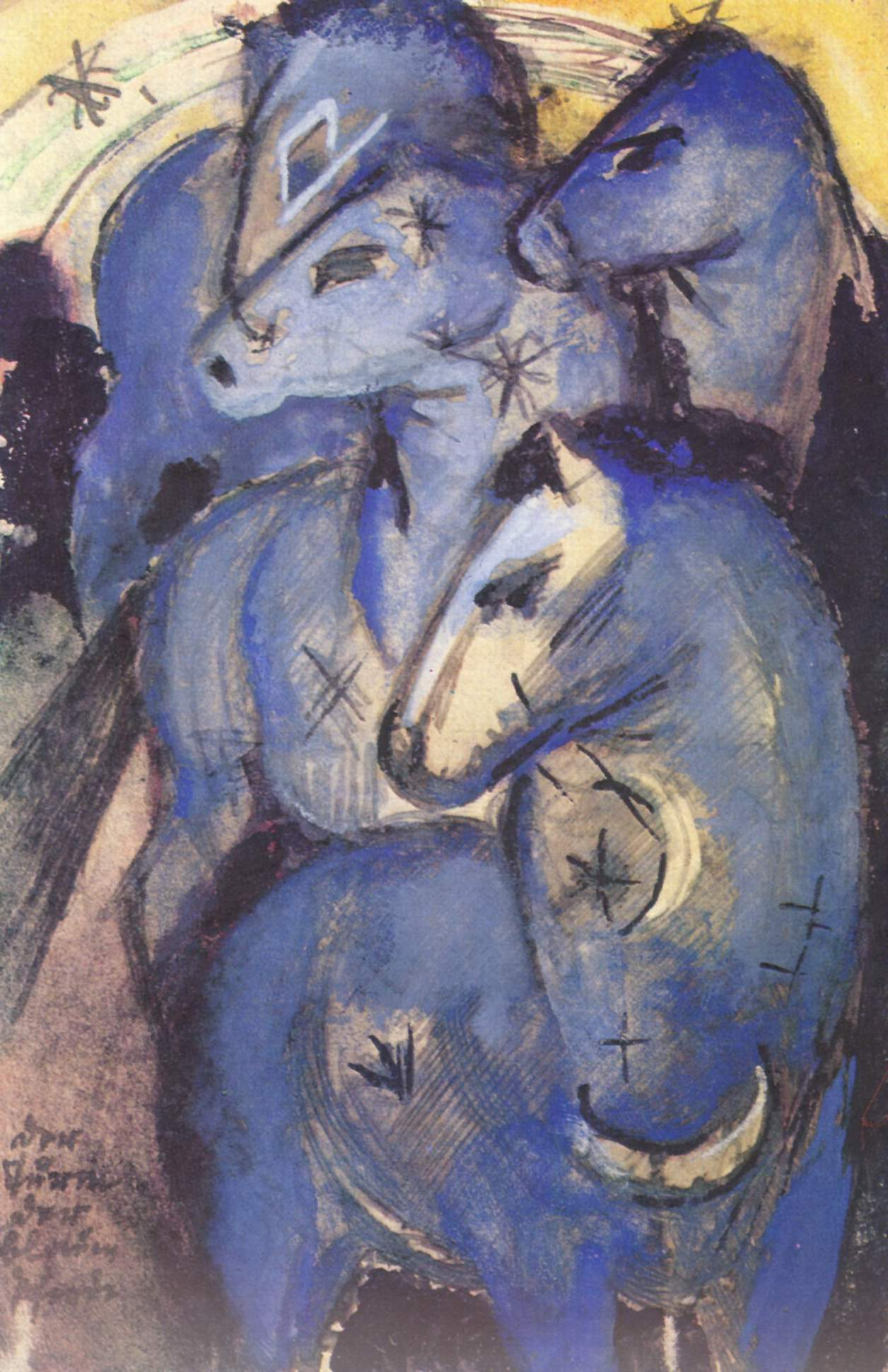
Ф. Марк. Башня из синих коней. 1913. Бумага, акварель, гуашь. Графическое собрание, Мюнхен
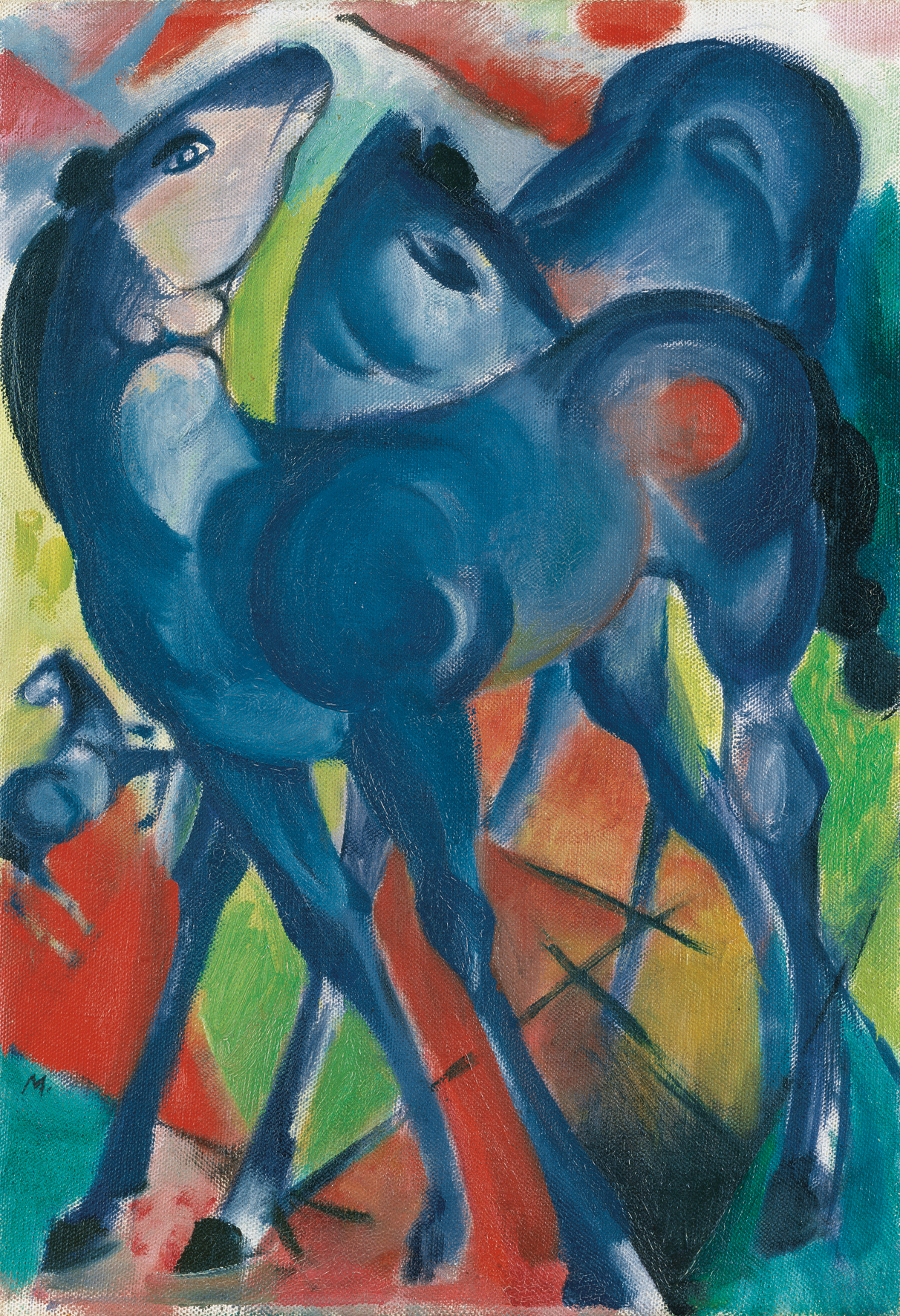
Ф. Марк. Синие жеребята. 1913. Холст, масло. Кунстхалле, Эмден
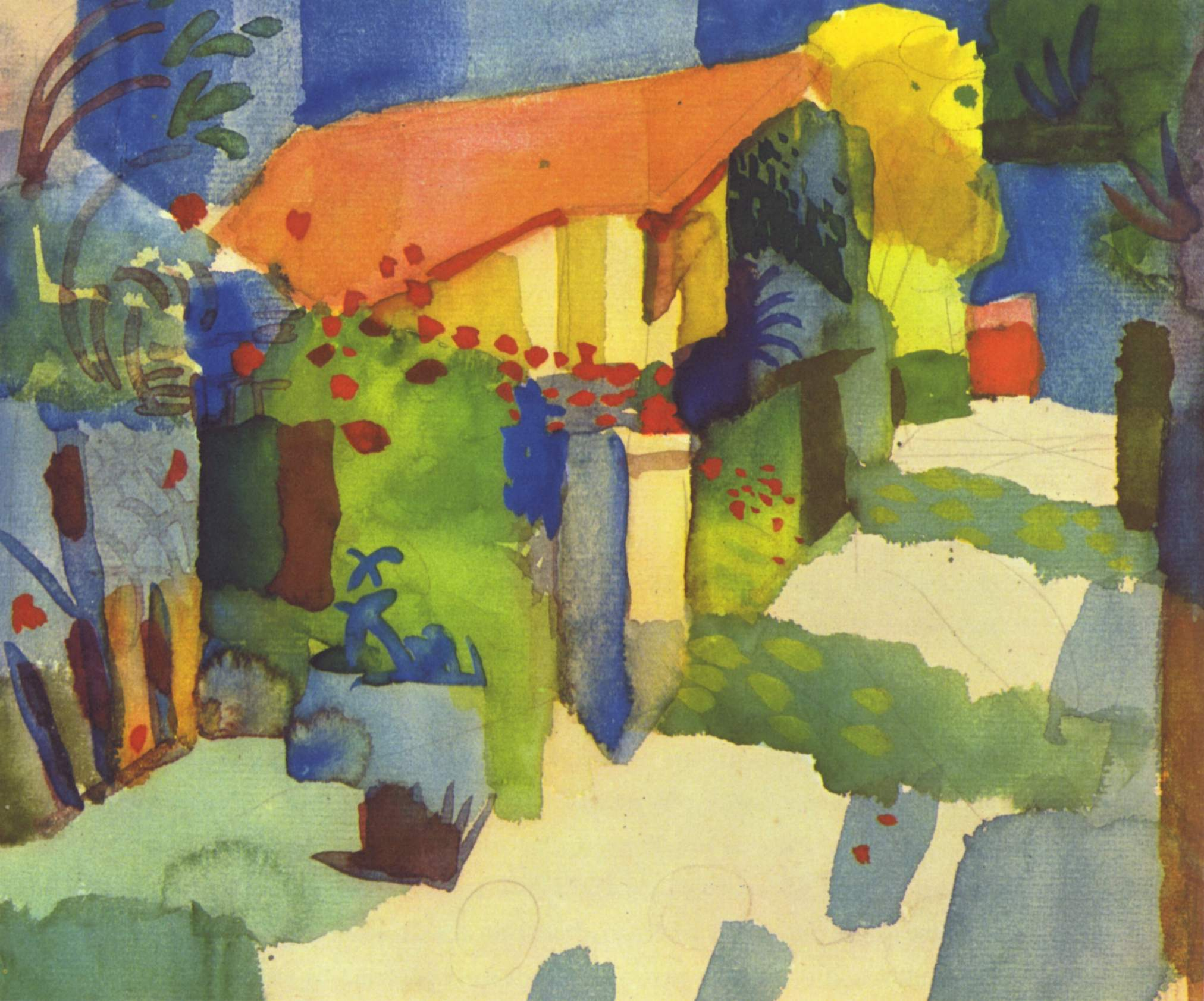
А. Макке. Дом в саду. 1914. Бумага, акварель. Частное собрание
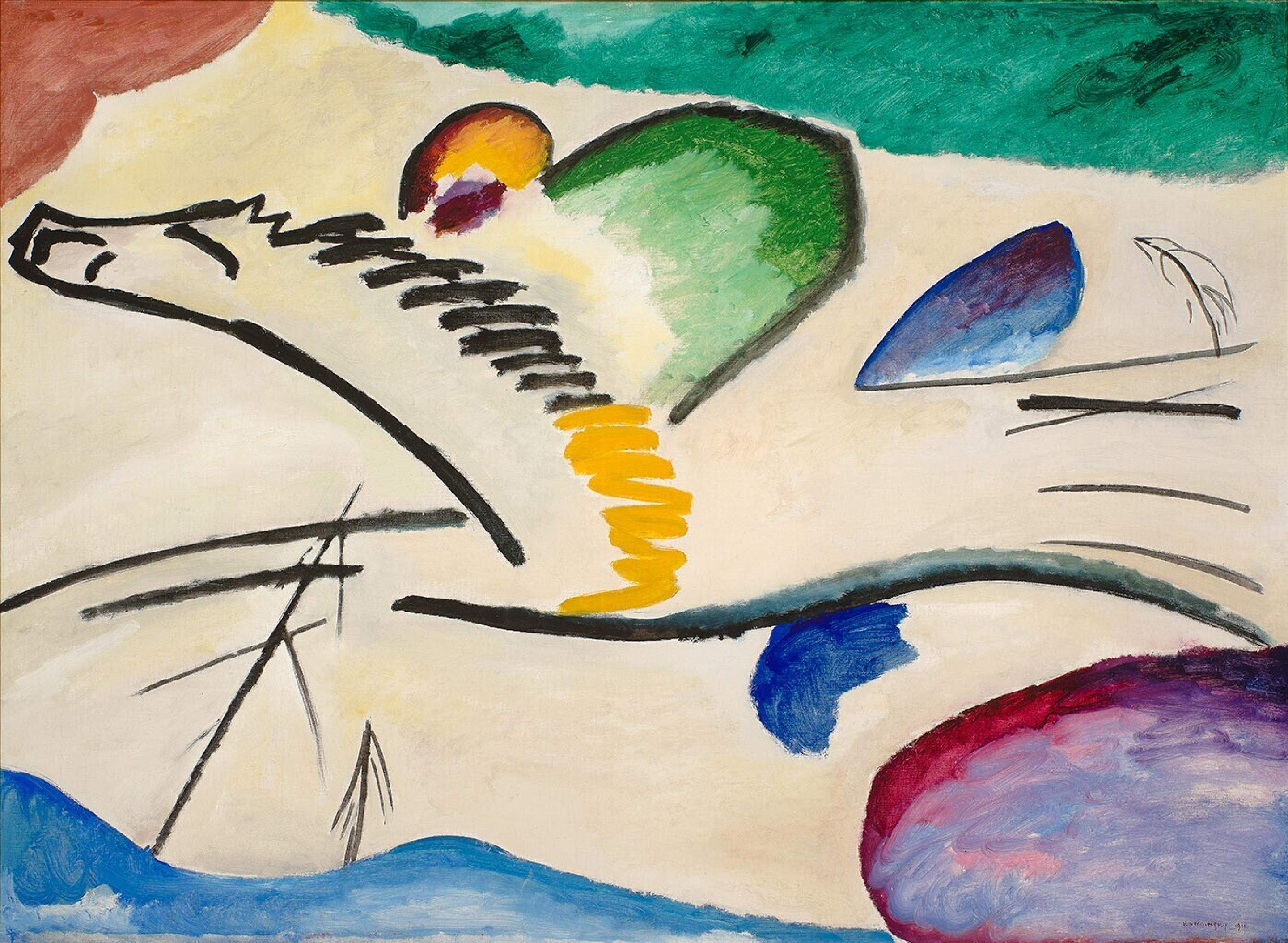
В. Кандинский. Всадник. 1911. Холст, масло. Музей Бойманса — ван Бёнингена, Роттердам
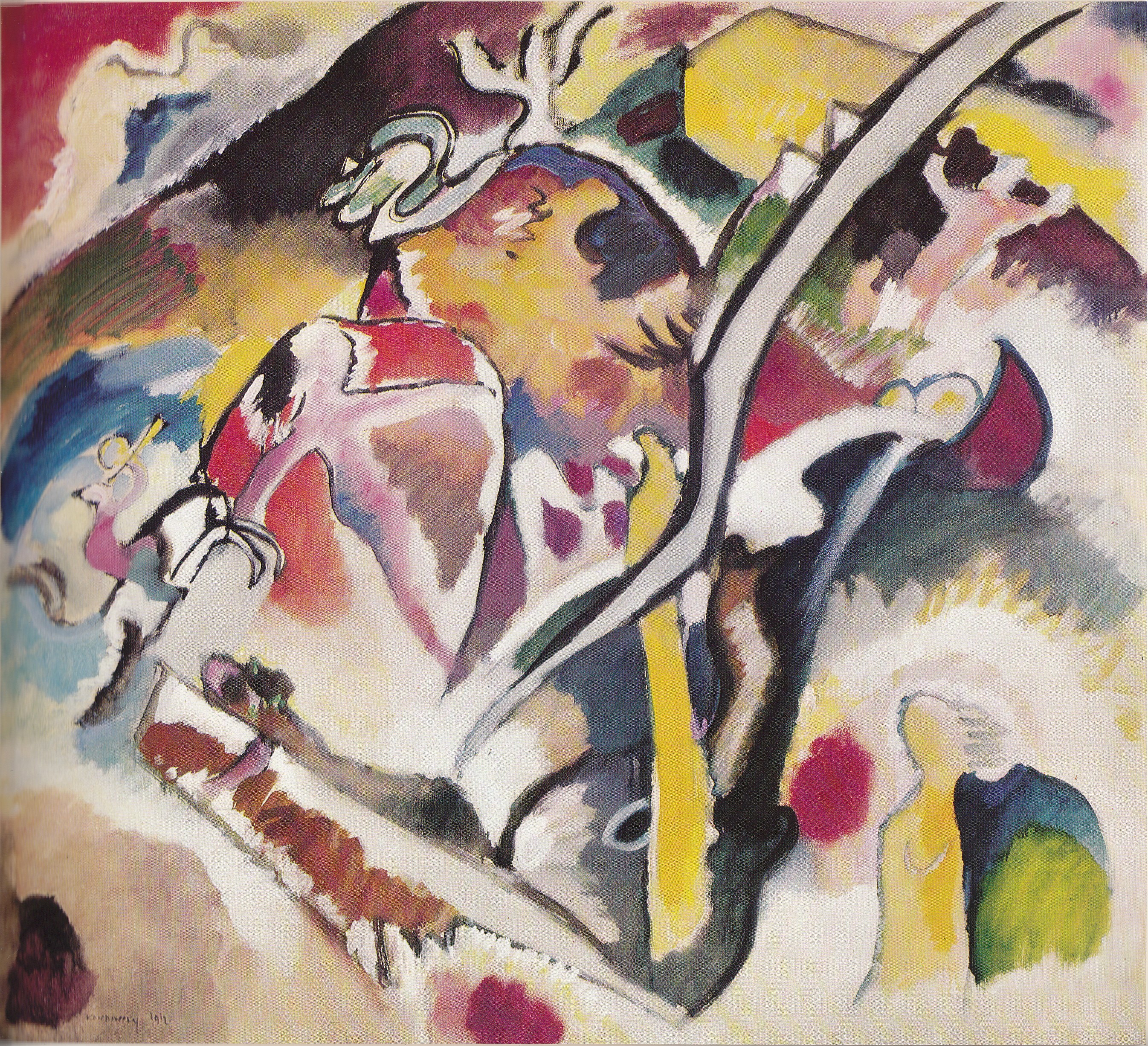
В. Кандинский. Потоп. 1912. Холст, масло. Художественный музей, Крефельд
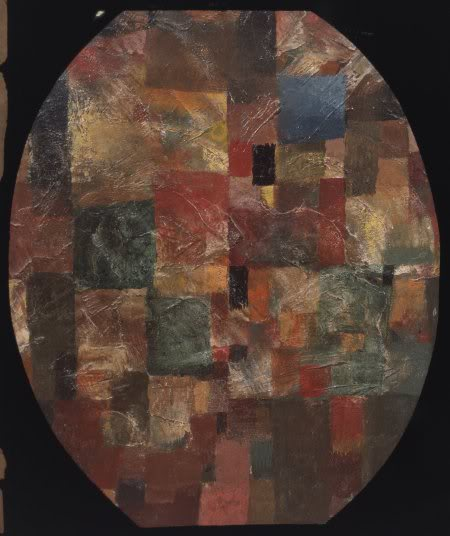
П. Клее. Посвящение Пикассо. 1914. Холст, масло. Центр Пауля Клее, Берн